# Camponotus pellarius
Camponotus pellarius är en myrart som beskrevs av Wheeler 1914. Camponotus pellarius ingår i släktet hästmyror, och familjen myror. Inga underarter finns listade.